# Günter Wand
Günter Wand (Elberfeld, Alemanha, 7 de janeiro de 1912 - Umliz, Suíça, 14 de Fevereiro de 2002) foi um compositor e maestro alemão. Wand estudou em Wuppertal, Allenstein e Detmold. No conservatório de Colônia, ele foi um estudante de composição com Philipp Jarnach e estudou piano com Paul Baumgartner. Ele foi aluno de condução de Franz von Hoesslin em Munique, mas acabou sendo um auto-didata em condução. Durante seus longos 65 anos de carreira como maestro, ele foi honrado com muitos prêmios, incluindo o Prêmio Alemão de Gravação e o importante prêmio internacional Diapason d'or.

## Carreira

### Colônia
Wand começou sua carreira em Colônia, onde ele permaneceu por muitas décadas como maestro da Ópera de Colônia em 1939. Após a Segunda Guerra Mundial, sua posição em Colônia foi consolidada como o Generalmusikdirektor, onde permaneceu até 1974.
Em 1947 ele também começou a lecionar condução na escola de música de Colônia. Desde o começo da década de 1950, ele foi o maestro convidado em inúmeras orquestras, fazendo sua estreia em Londres em 1951 com a Orquestra Sinfônica de Londres. Outras orquestras que foi convidado a reger incluem a Filarmônica de Munique e a Orquestra Sinfónica da WDR de Colónia.
Após inúmeras gravações de Wolfgang Amadeus Mozart, Joseph Haydn e Ludwig van Beethoven com a Orquestra de Gürzenich, ele não realizou mais gravações em estúdio por aproximadamente duas décadas, com exceções de suas aparições com a Filarmônica de Viena para a Decca Records, acompanhando Wilhelm Backhaus na obra para piano de Robert Schumann.

### Hamburgo e Últimos Anos
Em 1982, Wand tornou-se maestro chefe da Orquestra Sinfónica da NDR. Com a orquestra, ele gravou os ciclos sinfônicos completos de Beethovem e Johannes Brahms, como também trabalhos de Mozart, Pyotr Ilyich Tchaikovsky, Claude Debussy, Schumann e Franz Schubert. Ele também gravou as sinfonias 3 e 9 de Anton Bruckner.
Em janeiro de 1982, Wand conduziu a Orquestra Sinfônica da BBC pela primeira vez e foi apontado como principal maestro convidado da orquestra no mesmo ano. Wand foi notável pelas suas consideráveis horas de ensaio e no mínimo de 5 ou 8 ensaios sobre qualquer obra, para seus concertos em Londres. Para sua primeira apresentação com uma orquestra americana, a Orquestra Sinfônica de Chicago em 1989, ele pediu mais ensaios e acabou recebendo 11 horas de ensaios. Wand consequentemente gravou a Sinfonia n.1 de Brahms, com a Orquestra Sinfônica de Chicago.
Um dos momentos mais célebres do fim da carreira de Wand foram suas aparições anuais com a Filarmônica de Berlim, conduzindo as sinfonias de Bruckner e a "Inacabada" e a "Grandiosa" de Schubert (todas entre 1995 e 2001).

### Repertório
No seus últimos anos, Wand restringiu seu repertório quase que exclusivamente para as sinfonias de Anton Bruckner (obras que ele nunca havia conduzido até seus 60 anos), Schubert, Brahms, Beethoven e Mozart. No início de sua carreira, entretanto, ele foi um devoto intérprete de música contemporânea, conduzindo obras de compositores como Bernd Alois Zimmermann, Olivier Messiaen, Frank Martin, György Ligeti e Edgard Varèse.